# 宜昌楼梯草
宜昌楼梯草（学名：Elatostema ichangense）是荨麻科楼梯草属的植物，是中国的特有植物。分布在中国大陆的湖南、贵州、湖北、四川、广西等地，生长于海拔300米至900米的地区，一般生长在山地常绿阔叶林中及石上，目前尚未由人工引种栽培。

## 别名
六月寒（湖北巴东） 水水草（四川东部）